# Bandeira das Ilhas Cook
A Bandeira das Ilhas Cook é um dos símbolos oficiais desse país associado à Nova Zelândia. Seu desenho atual foi adorado em 4 de agosto de 1979.

## História
Antes da constituição das Ilhas Cook com o status atual, suas bandeiras oficiais foram, respectivamente, as bandeiras do Reino de Raratonga e da Federação das Ilhas Cook.
Um projeto de lei federal da bandeira foi proposto no Parlamento das Ilhas Cook em 1892, mas não foi aceito. A bandeira proposta consistia em três faixas horizontais (vermelho, branco, vermelho), com uma bandeira da União no canto superior esquerdo, coberta por uma palmeira de coco preta em um círculo branco. Quando as ilhas foram anexadas pela Nova Zelândia em 1901, a bandeira da Nova Zelândia foi usada em seu lugar.
Em 1973, foi realizado um concurso para projetar uma nova bandeira, com 120 inscrições. O vencedor foi escolhido em uma reunião do gabinete, do painel de jurados e do comitê de design da bandeira, uma bandeira verde com 15 estrelas douradas em círculo. A nova bandeira foi hasteada pela primeira vez em 24 de janeiro de 1974. Em 1979, foi substituído pela bandeira atual.

Bandeira do Reino de Rarotonga no período de 1858 – 1888
Bandeira do Reino de Rarotonga no período de 1888 – 1893
Bandeira da Federação das Ilhas Cook de 1893 até 11 de junho de 1901
Bandeira das Ilhas Cook de 11 de junho de 1901 – 24 de março de 1902
Bandeira das Ilhas Cook de 24 de março de 1902 até 23 de julho de 1973
Bandeira das Ilhas Cook de 23 de julho de 1973 até 4 de outubro de 1979

## Características

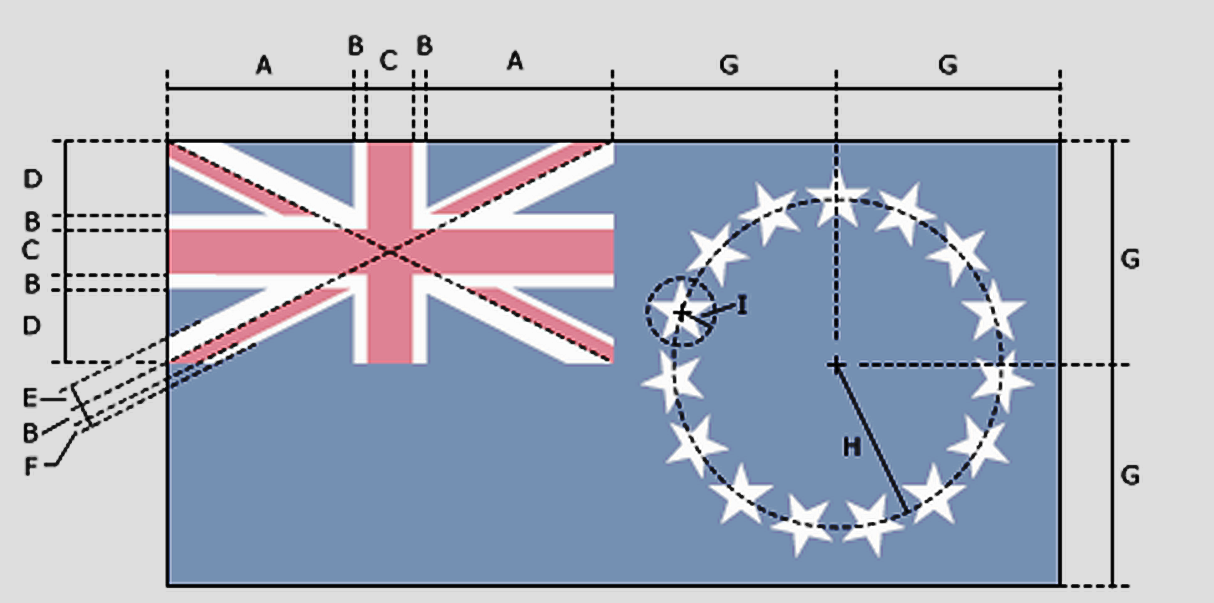
Esquema de construção e proporções da bandeira. A=50; B=4; C=12; D=20; E=6; F=2; G=60; H=44; I=9.

Escudo das Ilhas Cook com o círculo de estrelas

Seu desenho consiste em um retângulo de proporção comprimento-largura de 2:1. É um pavilhão azul Britânico carregado com um círculo com 15 estrelas brancas no batente (lado inferior esquerdo). As estrelas estão posicionadas de modo que suas partes inferiores estejam sempre voltadas para o centro do círculo. O azul da bandeira é o Pantone 281C, e o vermelho, 186C.
| Cor | Sistema Pantone | CMYK        | RGB           | Hex     |
| --- | --------------- | ----------- | ------------- | ------- |
|     | Branco          | 0.0.0.0     | 255, 255, 255 | #FFFFFF |
|     | Azul 281C       | 100.78.0.57 | 0, 32, 91     | #00205B |
|     | Vermelho 186C   | 0.100.80.5  | 200, 16, 46   | #C8102E |

## Simbolismo
O pavilhão britânico azul simboliza a ligação do arquipélago com a Nova Zelândia, cuja bandeira também se baseia no mesmo pavilhão. O número de 15 estrelas simboliza as 15 ilhas que compõem o arquipélago, mais especificamente: Aitutaki, Atiu, Mangaia, Manuae, Mauke, Mitiaro, Ilha Palmerston, Rarotonga (capital), Takutea, Manihiki, Nassau, Penrhyn também chamada Tongareva ou Mangarongaro, Pukapuka, Rakahanga e Suwarrow.
As estrelas também simbolizam a fé em Deus e o poder que guiou os seus habitantes através da história. A disposição das estrelas em círculo simboliza a união e força. A cor azul também é representativa da vasta área do Oceano Pacífico no qual as ilhas das Ilhas Cook estão espalhadas. O azul também descreve a natureza pacífica dos habitantes das ilhas.

## Bandeira do representante real nas Ilhas Cook

Bandeira da representação real nas Ilhas Cook

O representante da Monarquia na Nova Zelândia nas Ilhas Cook é o chefe de governo e possui bandeira própria. Essa bandeira é uma variação da bandeira nacional com uma Coroa de Santo Eduardo amarelo-ouro com um forro vermelho no centro do círculo de estrelas.